# NGC 7079
NGC 7079 هي مجرة محدبة ضلعية تبعد حوالي 110.58 مليون سنة ضوئية وتقع في كوكبة الكركي. يصنف أيضا كمجرة لينر وتميل نحو 51 درجة إلى خط الرؤية الأرضي تم اكتشافها من قبل عالم الفلك جون هيرشل في 6 سبتمبر 1834.

## الخصائص
NGC 7079 لديها شريط على شكل السيجار ويوجد هيكل حلزوني خافت جدا يحيط بها. وحافة القرص لديها أيضا بنية خافتة تشبه الحلقة إلى حد ما.

## انبعاث غاز الأكسجين
NGC 7079 أشير إلى أن هناك انبعاث خافت من الأكسجين المتأين المضاعف. ومن المثير للاهتمام أن الغاز المتأين يدور في الاتجاه المعاكس للنجوم في المجرة. ويعزى التناوب المضاد إلى تراكم الغاز من خارج المجرة.

## مجموعة NGC 7079
NGC 7079 عضو في مجموعة NGC 7079 والتي تقع في سحب مجرات الطاووس (كوكبة) الهندي (كوكبة) الكركي (كوكبة) . وتشمل حوالي 9 مجرات بما في ذلك NGC 7070، NGC 7070A، NGC 7097، NGC 7097A .

## وصلات خارجية
- NGC 7079 على موقع ويكي سكاي: DSS2, SDSS, GALEX, IRAS, Hydrogen α, X-Ray, Astrophoto, Sky Map, Articles and images